# 星期天，贝桑港

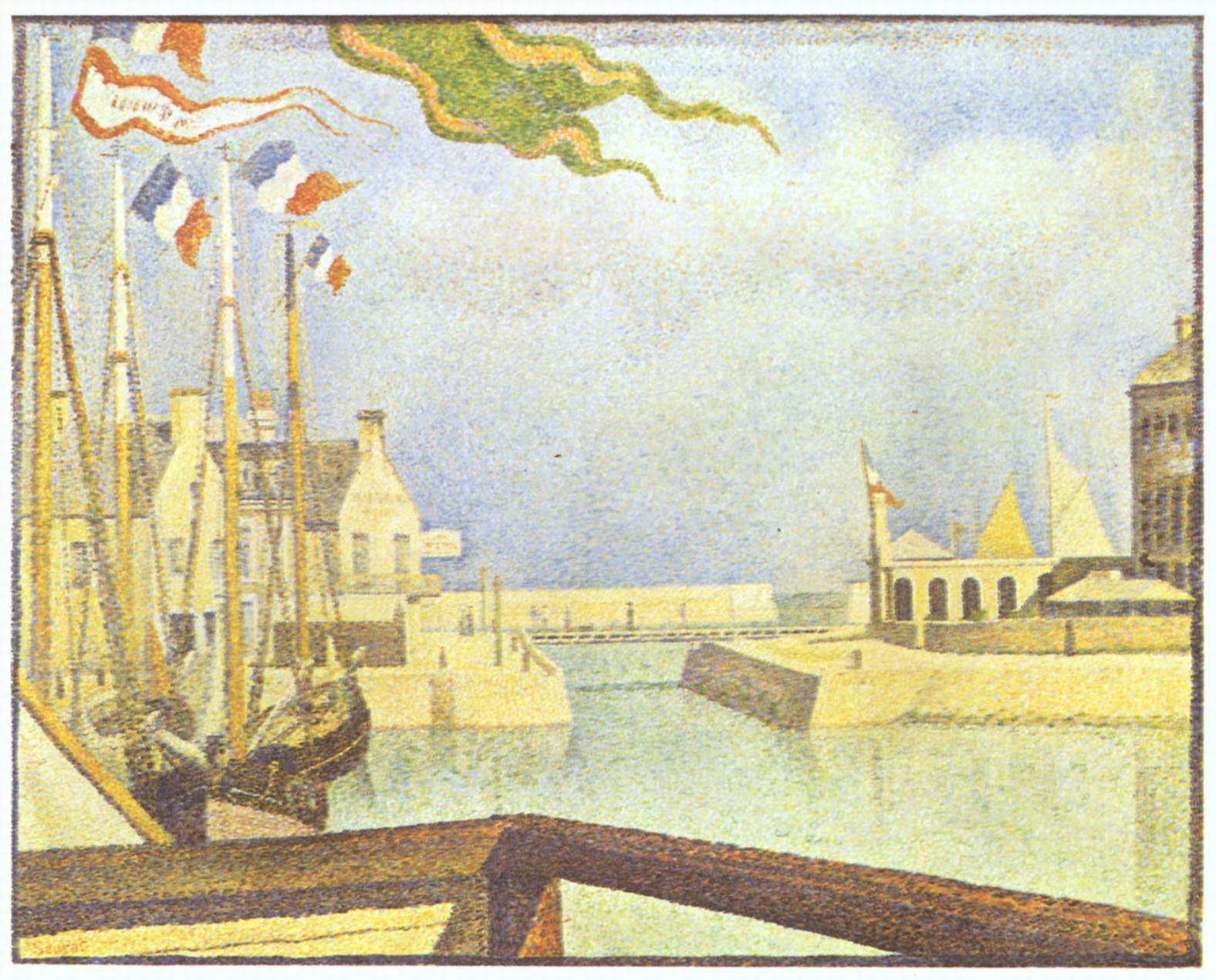

《星期天，贝桑港》（Dimanche, Port-en-Bessin）是法国画家乔治·修拉的一幅风景油画，画幅为66厘米乘82厘米，绘于1888年，属于点彩画派。
这幅画现藏于荷兰海尔德兰省埃德市的奥特洛的克勒勒-米勒博物馆。 
1888年，修拉在诺曼底的贝桑港度假时画了这幅画。修拉常去海边，他认为必须离开封闭的地方。
他在1888年的其他类似作品包括：
- 《贝桑港》（Port-en-Bessin）
- 《贝桑港，外港，涨潮》（Port-en-Bessin, avant-port, marée haute）
- 《贝桑港，港口入口》（Port-en-Bessin, entrée du port）
- 《贝桑港，外港，落潮》（Port-en-Bessin, avant-port, marée basse,
- 《贝桑港，桥和码头》（Port-en-Bessin, le pont et les quais
- 《贝桑港，起重机和开口》（Port-en-Bessin, les grues et la percée.